# История почты и почтовых марок Чехословакии
История почты и почтовых марок Чехословакии, ныне не существующего государства в Центральной Европе, охватывает период с октября 1918 года, когда эта страна провозгласила свою независимость от Австро-Венгерской империи, по декабрь 1992 года (1 января 1993 года Чехословакия мирным путём распалась на Чехию и Словакию). С 1939 по 1945 год Чехословакия де-факто не существовала по причине своего раздела и частичного включения в состав нацистской Германии, но Чехословацкое правительство в изгнании тем не менее продолжало работать в этот период.

## Ранний период
До провозглашения независимости в октябре 1918 года Чехословакия входила в состав Австро-Венгрии. На территории Чехии, Моравии и Австрийской Силезии работала австрийская почта и использовались марки Австрии, на территории Словакии — венгерская почта и марки Венгрии.
Чехословацкая почта была создана в октябре 1918 года, однако австрийские и венгерские знаки почтовой оплаты оставались в обращении до 28 февраля 1919 года; цельные вещи этих стран использовались до октября 1919 года. Эти марки с чехословацкими штемпелями представляют особый интерес как предшественники марок Чехословакии.
В этот период в связи с недостатком марок нужных номиналов широко практиковалось разрезание марок на части.

## Выпуски почтовых марок

### Межвоенная Чехословакия
Первые почтовые марки Чехословакии с изображением Пражского кремля (Градчан) и церкви Святого-Николая в Праге вышли 18 декабря 1918 года. На них стояла надпись чеш. «Pošta Česko-Slovenska» («Чехословацкая почта»). Существует большое количество разновидностей, а также просечек и перфораций, выполненных частными лицами. Автором марок был чешский художник Альфонс Муха.
28 февраля 1919 года все австрийские и венгерские марки были изъяты из обращения. Они могли быть обменены на марки Чехословакии.
На оставшихся на почте старых запасах марок Австрии и Венгрии была сделана надпечатка текста в три строки: «Posta Československa 1919». С 12 декабря 1919 года эти марки продавались в филателистическом окне пражского почтамта по цене в 1,5 раза выше номинала. Дополнительный сбор шёл на благотворительные цели. Это были первые почтово-благотворительные марки Чехословакии. Марки с надпечатками находились в обращении до 31 января 1920 года, но продавались на почтамте в Праге вплоть до 1928 года. Некоторые из этих марок были выпущены в незначительных количествах. Известны фальсификаты.
В октябре 1919 года выпуском серии, так называемых «легионерских», коммеморативных марок с символическими рисунками (лев, разрывающий цепи и Мать Республика с младенцем) была отмечена первая годовщина независимости Чехословакии. Автором марок был чешский художник Якуб Обровски. Эти марки были предназначены только для внутреннего обращения, срок которого ограничил официальный указ на период с 27 октября по 2 ноября 1919 года включительно. Значительная часть этих марок осталась не реализованной.
Министерство почт и телеграфа Чехословакии передало остаток благотворительной легионерской организации для увеличения её основных средств. Гасились эти марки двумя специальными штемпелями в пражской почтовой конторе № 1. Один из штемпелей был круглый, с надписью в большом круге «Sirotám po legionářích» («Сиротам легионеров»); в параллельной строке располагалось название почтового отделения «Praha 1»; день, месяц и год находились под этой надписью. Второй штемпель имел форму липового листа. Первоначально для гашения марок специальными штемпелями пользовались фиолетовой и синей краской, позднее — зелёной, известны гашения красной краской.
К 100-летию чехословацкого гимна в декабре 1934 года были выпущены две марки. Кроме листов по 100 штук они печатались также в листах из 15 марок. На листе были помещены ноты гимна и памятные даты. Миниатюры печатались на плотной бумаге без клея. Их тираж составил 9,6 тыс. комплектов. Автором миниатюр был Карл Зайцингер (1889—1978).
С 1935 года марки больших форматов выпускались в листах из 100 марок и 12 купонов с рисунками. Купоны располагались по краям листа. На них обычно помещались рисунки. Марки с купонами выходили до июня 1949 года.
К Национальной выставке почтовых марок в Братиславе в октябре 1937 года был издан первый почтовый блок Чехословакии. Его автором был также К. Зайцингер.

#### Местные выпуски
После провозглашения независимости Чехословакии в ряде почтовых отделений были на австрийских и венгерских марках были сделаны надпечатки герба Чехословакии и надписей:
- «ČESKO-SLOVENSKÝ STÁT» («Чехословацкое государство»),
- «PROVIZORNÍ / ČESKOSLOVENSKÁ / VLÁDA» («Временное чехословацкое правительство»),
- «ČESKOSLOVENSKÁ STÁTNÍ POŠTA» («Чехословацкая государственная почта») и др.

Надпечатки были сделаны в Праге (в октябре и ноябре 1918), Глубока-над-Влтавоу (октябрь 1918), Ческе-Будеёвицах (ноябрь 1918), Скалице (ноябрь 1918) и др.

#### Скаутская почта
В октябре 1918 года в Праге начала действовать скаутская почта — курьерская служба для обслуживания вновь созданных государственных учреждений республики. Организовал её чешский спортивный функционер и филателист Йозеф Рёсслер-Оровски (1869—1933). Он же являлся автором специальных марок с изображением чешского льва и надписью «Pošta českých skautů ve službách národní vlády» («Почта чешских скаутов на службе народного государства»), вышедших в ноябре 1918 года. Этими марками франкировалась корреспонденция, доставляемая скаутами. С получателя за доставку взималась сумма указанная на марке.

### Вторая мировая война
Чехо-Словакия (до 1939)
После потери Чехословакией окраинных земель в октябре 1938 года и автономии Словакии должны были выйти марки с новым официальным названием страны «Česko-Slovensko». В начале 1939 года начались приготовления к изготовлению новых печатных досок. Однако 15 марта 1939 года Чехословакия де факто перестала существовать. Земли Чехии и Моравии были присоединены к Германии под названием Протекторат Богемии и Моравии. Изготовление новых печатных досок было приостановлено.
С новым названием страны успели отпечатать только две миниатюры: авиапочтовую номиналом в 30 геллеров (художник К. Зайцингер) и почтовую с портретом первого президента страны Т. Г. Масарика (художник Богумил Хайнц), которые вышли в обращение 22 и 23 апреля 1939 года соответственно. Все чехословацкие марки были изъяты из обращения 15 декабря 1939 года.
Судетская область (1938—1945)
В Судетской области, присоединённой к Германии в 1938 году, в обращении находились марки Германии. Также в ряде населённых пунктов области в 1938 году были выпущены провизорные марки с различными надпечатками на марках Чехословакии. Так, в Аше и Никельсдорфе (Микуловице) были сделаны надпечатки нового номинала на чехословацких марках. В Карлсбаде (Карловы Вары) в октябре вышли марки с надпечаткой текста готическим шрифтом нем. «Karlsbad / 1.X.1938» и свастики. Константиновсбад (Константинови-Лазне) выпустил марки с надпечаткой «Sudetenland». На почтамтах Рейхенберга (Либерец), Мафферсдорфа (Вратиславице) и Румбурга (Румбурк) использовались марки с надпечаткой «Wir find frei!» («Мы нашли свободу») и свастики. В сентябре 1938 года были также подготовлены три марки оригинальных рисунков с надписью «Sudetendeutsches Niederland», однако они не вышли в обращение.
Протекторат Богемии и Моравии (1939—1945)
В июле 1939 года в обращение поступили марки Протектората Богемии и Моравии — чехословацкие миниатюры с надпечаткой «Böhmen und Mähren. Čechy a Morava», затем марки оригинальных рисунков. Выпуск марок Протектората продолжался до 1945 года.
Словацкая республика (1939—1945)
Словакия стала независимым государством-сателлитом Германии. Здесь в марте 1939 года поступили в обращение марки Чехословакии с надпечаткой «Slovenský stát / 1939» («Словацкое государство 1939»), затем марки оригинальных рисунков. Выпуск марок Словакии продолжался до 1945 года.
Закарпатье, Тешинская Силезия и Южная Словакия
Закарпатье и южная часть Словакии были включены в состав Венгрии. Чешская часть Тешинской Силезии до октября 1939 года была аннексирована Польшей. В этих областях использовались знаки почтовой оплаты соответственно Венгрии и Польши.
Чехословацкое правительство в изгнании
В октябре 1943 года с согласия Чехословацкого правительства в изгнании был издан благотворительный блок в честь выставки чехословацких почтовых марок в Лондоне и к 25-годовщине провозглашения Чехословакии.
Освобождённая территория Чехословакии (с 1945)
В марте—мае 1945 года на освобождённой Советской Армией территории Чехословакии были выпущены марки семи номиналов, подготовленные в городе Кошице (Кошицкий выпуск), а в июне — памятный блок. Эта эмиссия была признана первым официальным выпуском чехословацкой почты. В апреле 1945 года вышла серия из девяти стандартных марок с изображением герба Чехословакии, которая была подготовлена и отпечатана в Братиславе в 2 типографиях («Братиславский выпуск»). Марки Кошицкого и Братиславского выпусков находились в обращении на всей территории страны — в Чехии до 31 января 1946 года, в Словакии — до 28 февраля 1946 года.

#### Местные выпуски
В 1945 году после освобождения страны от германской оккупации в ряде чехословацких городов были выпущены провизории.

### Социалистическая Чехословакия
После освобождения Чехословакии возобновился регулярный выпуск марок. В мае—октябре 1945 года вышла серия из девяти стандартных марок, отпечатанная в Праге. Рисунок миниатюр — листья и плоды липы — повторял рисунок марки Протектората Богемии и Моравии 1939 года номиналом в 5 геллеров. В июле 1945 года поступили в обращение марки, отпечатанные в СССР, а в августе — в Великобритании.
В августе 1945 года появилась памятная серия из пяти марок, отпечатанных в Банска-Бистрице, посвящённая годовщине Словацкого национального восстания. К ней был выпущен памятный листок, который почтового хождения не имел и продавался за 50 крон. Собранные с его продажи деньги шли в фонд помощи детям погибших во время восстания. Листок существует также с памятным гашением. В дальнейшем все марки социалистической Чехословакии печатались в Праге или Братиславе.
С 1966 года почтовые миниатюры увеличенного формата печатались в малых листах из четырёх марок с промежуточными купонами. Эти листы иногда ошибочно считаются блоками. Обычно лист состоял из двух горизонтальных пар марок, разделённых небольшими прямоугольными купонами (иногда с надписями) по горизонтали. Первые такие марки с репродукциями картин чехословацких художников были выпущены в декабре 1966 года.
Последняя почтовая марка Чехословакии была эмитирована 18 декабря 1992 года. Она была посвящена Дню чехословацкой почтовой марки. На миниатюре был помещён портрет чешского гравёра Индры Шмидта (1897—1984).

## Другие виды почтовых марок

### Авиапочтовые
До введения авиапочтовых марок для пересылки воздушных отправлений употреблялись обычные почтовые марки.
Первое регулярное почтово-пассажирское авиасообщение было открыто в августе 1920 года на четырёх заграничных линиях: Прага — Лондон, Прага — Париж, Прага — Страсбург, Прага — Варшава. Тариф письма до 20 гр был установлен: в Страсбург — 14 крон, в Париж или Варшаву — 24 кр., в Лондон — 28 кр. В это же время вышли первые авиапочтовые марки Чехословакии — типографская надпечатка контура самолёта и новой стоимости красной, синей или зелёной краской на первых чехословацких марках с видом Праги («Градчаны»). Эти марки были изъяты из обращения 30 апреля 1931 года. Полёты с 5 октября 1920 года по 31 марта 1921 года производились только по трём направлениям — в Париж, Лондон и Страсбург, в Варшаву за этот период времени не было произведено ни одного полёта. Аэрограммы направлялись по железной дороге. Всего за указанное время было перевезено около 400 аэрограмм, из которых наибольшее количество было адресовано в Париж.
Для авиапочтовых отправлений в ноябре 1920 года выпустили также авиапочтовые ярлыки с названием авиамаршрутов на чешском и французском языках, отпечатанных красной краской с синей рамкой на белой бумаге. Эти ярлыки стоили 1 крону и наклеивались на авиаписьма, пересылаемые по указанному на них маршруту. На письмах марки и ярлыки довольно редки, особенно с правильной франкировкой. В апреле 1928 года были выпущены ярлыки нового типа, без указания курса полёта, но с надписью по чешски и французски «Létadlem — Par Avion» в рамке чёрной краской, на голубоватой бумаге.
Серия авиапочтовых марок оригинальных рисунков — самолёт, летящий над различными ландшафтами (Крконошские горы, Татры, панорама Праги) — была выпущена в декабре 1930 года.
К 1938 году существовало 10 внутренних почтово-пассажирских авиалиний:
- Прага — Карлсбад;
- Прага — Карлсбад — Мариенбад;
- Прага — Либерец;
- Прага — Пещаны — Ужгород — Кошице;
- Прага — Брно — Братислава;
- Прага — Брно — Злин — Пещаны;
- Прага — Братислава;
- Брно — Братислава;
- Брно — Злин — Пещаны;
- Братислава — Пещаны.

Заграничные чехословацкие почтово-пассажирские авиалинии обслуживались в это время обществами «Československá letecká společnost» и «Československé státní aerolinie», а также иностранными — «Air France», «Lufthansa» и «Sabena».
В сентябре 1977 года вышли последние авиапочтовые марки.

### Газетные
В связи с отсутствием газетных марок многие издательства изготовляли специальные наклейки, фиксирующие оплату пересылки. Такие наклейки выпускались, например, журналом «Národní politika».
Первые газетные марки с изображением летящего сокола были выпущены 18 декабря 1918 года. Автором миниатюр был А. Муха. В ноябре 1934 года на этих марках сделали надпечатку «O. T.» («Obchodní tiskopisy»). Эти марки использовались для пересылки деловых печатных изданий по уменьшенному тарифу.
Последняя серия из девяти газетных марок Чехословакии вышла 20 декабря 1945 года. На них художник А. Эрхардт поместил стилизованное изображение почтальона, доставляющего газеты. Марки были беззубцовые. 5 апреля 1947 года была выпущена дополнительная марка к серии номиналом в 25 геллеров того же рисунка и тоже без зубцов, светло-фиолетового цвета. Газетные марки были изъяты из обращения в 1949 году.

### Доплатные
В первые месяцы существования Чехословакии, в связи с нехваткой марок, доплата производилась почтовыми марками Австрии, Венгрии и Чехословакии с надпечаткой ручным штемпелем букв «Т», «D», «Р» или слов «Porto», «Doplatit».
Первая серия из 14 доплатных марок с надписью чеш. «Doplatit» («Доплатить») и цифрой номинала в орнаменте выпускалась в обращение по мере необходимости с 1 февраля 1919 по 25 октября 1920 года. Автором марок был А. Муха. Миниатюры печатались способом высокой печати в типографии Союза чешских художников-графиков Голлар.
- Ранние доплатные марки Чехословакии
- 1919: первая доплатная марка (Mi #1)
- 1927: надпечатка на марке из серии «Освобождённая республика» (Mi #151F)

В сентябре 1927 года на почтовых марках 1920 года из серии «Освобождённая республика» (художник Вратислав Гюго Бруннер) номиналом в 20 геллеров была сделана надпечатка «Doplatit» и новой стоимости «50». В октябре 1928 года эту надпечатку обнаружили на марках в 50 геллеров. Один лист (100 экземпляров) 50-геллеровых марок по ошибке попал под надпечатку. На сегодняшний день известны только 17 экземпляров, гашёных штемпелем «Praha 14». В 2009 году каталог «Михель» оценивал эти марки в 55 тысяч евро.
Доплатные марки, выпущенные в 1946 году, во время денежной реформы 1953 года использовались с 30 мая по 19 июня по 1/50 номинала, затем были изъяты из обращения. С 29 июня 1953 года их снова ввели в обращение по полной стоимости в новых деньгах. С 25 апреля 1985 по 30 июня 1988 года эти марки могли использоваться в качестве почтовых.
Последние доплатные марки Чехословакии вышли в 1983 году.

### Доплатные доставочные
С марта 1937 года в Чехословакии выпускался такой вид доставочных марок, как доплатные доставочные, представлявшие собой марки оплаты за вручение письма лично адресату. 2 июля 1946 года вышла последняя такая марка. Выполненная по рисунку художника В. Чубана. Это была треугольная миниатюра номиналом 2 кроны с орнаментальным мотивом (ветвь липы).

### Служебные
В 1945—1948 годах на территории Словакии для служебной корреспонденции использовались служебные марки.

### Марки спешной почты
В феврале 1919 и декабре 1920 года чехословацкая почта выпустила в обращение экспрессные марки трёх номиналов с изображением голубей (художник А. Муха). В 1921 году их переиздали на белой бумаге.

## Выпуски Чехословацкого корпуса в России
С 1918 по 1920 год полевая почта Чехословацкого корпуса в России выпускала собственные почтовые марки.

## Восточная Силезия
В 1920 году для плебисцитарной области Восточной (Тешинской) Силезии в районах, находившихся под контролем чехословацких властей, на почтовых, экспрессных, газетных и доплатных марках Чехословакии были сделаны надпечатки аббревиатуры «SO / 1920».

## Развитие филателии
В 1937 году в Братиславе была организована Национальная выставка почтовых марок, в честь которой был выпущен первый почтовый блок Чехословакии. Кроме того, на самой выставке была установлена машина, на которой печатался блок из 25 газетных марок. На нём имелась надпись «Tištěno na celostátní výstavě poštovních známek. Bratislava 1937» («Отпечатано на общенациональной выставке почтовых марок. Братислава 1937»).
В 1943 году в Лондоне при участии Чехословацкого правительства в изгнании проводилась выставка чехословацких почтовых марок. В связи с этим выходил благотворительный блок, средства от продажи которого шли на нужды правительства в изгнании.
В мае 1965 года был создан Союз чехословацких филателистов. В дальнейшем было принято решение о создании двух равноправных и самостоятельных союзов: словацких и чешских филателистов. В мае 1969 года состоялся учредительный съезд Союза словацких филателистов (ССФ), а затем учредительный съезд Союза чешских филателистов (СЧФ). В том же 1969 году состоялась учредительная конференция Федерации чехословацких филателистов (ФЧФ), в которую вошли ССФ и СЧФ. Председателем федерации был избран Ладислав Дворжачек (Ladislav Dvořáček), а его заместителем — Северин Зрубец. ФЧФ была одной из крупнейших филателистических организаций в Европе. Печатным органом Федерации был журнал «Filatelie». Одним из важных мероприятий Федерации было проведение Дня чехословацкой почтовой марки, по случаю которого выходили почтовые марки[≡].
Чехословацкие филателисты активно участвовали в филателистических выставках у себя в стране и за рубежом, развивали международные контакты с коллегами из других стран, в первую очередь, из Советского Союза. Так, с 19 по 28 января 1974 года в городе Ческе-Будеёвице была проведена специализированная филателистическая выставка «В. И. Ленин на марках». На применявшемся на выставке специальном штемпеле было использовано факсимиле подписи Ленина.
В 1975 году в Банска-Бистрице состоялась очередная двусторонняя филателистическая выставка «ЧССР—СССР», посвящённая 30-летию освобождения Чехословакии Советской Армией. На этом форуме собрались коллекционеры и руководство филателистических организаций двух стран, включая председателя Союза чехословацких филателистов Л. Дворжачека, председателя ССФ С. Зрубеца и заместителя председателя правления Всесоюзного общества филателистов (ВОФ) И. Меркулова. В составе советской делегации были также член президиума правления ВОФ, председатель правления Украинского республиканского отделения Ф. Г. Мудренко и член выставочной комиссии ВОФ З. Б. Шнитман. Высшей награды выставки — позолоченной медали и главного приза — был удостоен московский филателист С. Блехман, демонстрировавший экспонат «Почтовые марки Тувы». В мае 1976 года в Праге проходила международная выставка «Соцфилэкс-76». В 1978 году выставка «СССР—ЧССР» была устроена в Харькове.
Существуют зарубежные организации филателистов, интересующихся знаками почтовой оплаты Чехословакии. В 1939 году в Нью-Йорке было создано Общество чехословацкой филателии. В Лондоне в 1942 году было организовано Чехословацкое филателистическое общество Великобритании (англ. Czechoslovak Philatelic Society of Great Britain), издающее журнал «Czechout».